# 绝对领域

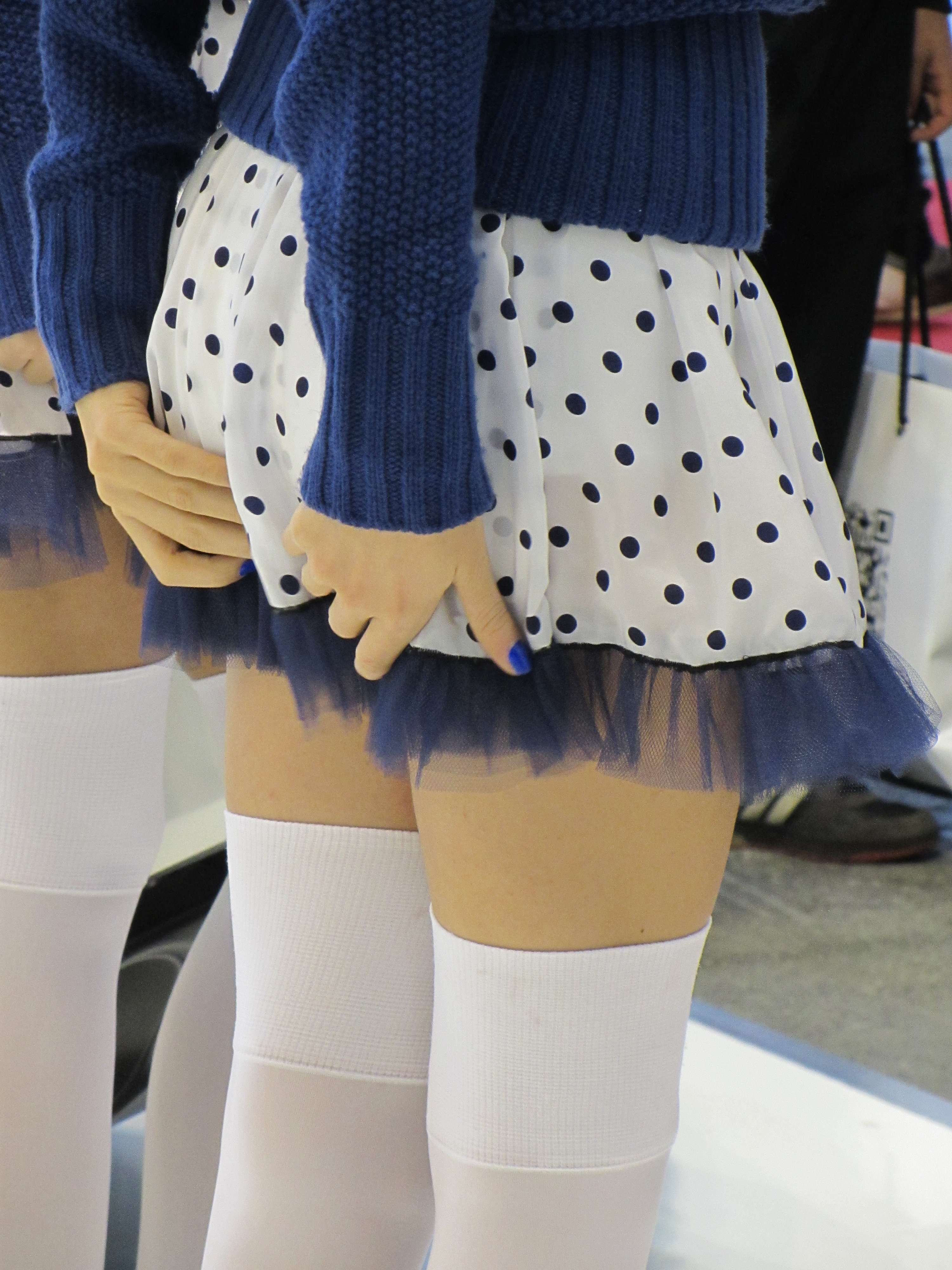
2012年博洛尼亚车展上的车模，露出绝对领域

绝对领域（日语：／ Zettai ryōiki）指的是露在过膝袜和超短裙（或短裤）之间、裸露的大腿部分，也可以用来描述服装的搭配。这个词最初在御宅族中广泛使用，作为一种俚语，是日本的动画和漫画中萌角色的特征之一，现在也在日本普通民众中使用。

## 分类与理想比例

“绝对领域”的理想比例

超短裙长度、大腿裸露部分和袜子过膝部分，三者之比为4:1:2.5，误差范围为25%。这个比例也被称为黄金比。
绝对领域的爱好者们还为比例变量分配了字母级别，从E级（可以看到很长的腿和裙子）到A级（短裙、高筒袜、裸露区短）。全部的等级为S、A、B、C、D、E级。一些爱好者们构思出了一个S级角色的性格，加入了一个双辫的发型和一个傲嬌的性格。

## 起源
该词来自于1995年的动画《新世纪福音战士》中的A.T.力场，其英文为，直译即为“绝对恐怖领域”，又译为“绝对领域”。当时它的意思与现在不同。在同名的漫画中，给出了这一名词的缩短版，作为A.T.力场的罗马字。“神圣的地方，任何人都不能侵入”的概念是这个词目前的含义的起源。这种表达方式首先在御宅族社区传播，然后开始在御宅族亚文化之外被广泛使用。这一词汇现在还包含在日本通用字典《大辞泉》中。

## 流行
绝对领域最初只适用于迷你裙和过膝袜，但其流行之后开始适用于其他类型的袜子和下装，例如大腿袜、长袜、吊袜带、短裤和泳装等。这种服装组合在日本很流行。
日本广告公司WIT在2013年发起了一项活动，付钱让女性在大腿上方纹上临时纹身，以推广各种产品和媒体。该公司鼓励参与活动的女性穿裙子和长袜来突出绝对领域。
2014年2月8日，一家名为的专卖店在日本东京秋叶原开业，主要销售过膝袜和紧身衣。
在一部以猜谜竞技为主题的日本漫畫《猜谜王》中，劇中角色深见真理正在和越山识一起练习问题，问道：“迷你裙裙摆和膝盖之间的区域叫什么名字？”之后给出了相关的答案和解释。
日本有很多来自于谐音的节日，其中11月28日被一些日本网民定为“绝对领域日”。在绝对领域日内，日本网民会将自己的的过膝袜和含有绝对领域的照片上传至社交媒体。

## 商标
2006年2月13日，提供基于《新世纪福音战士》改编的视频游戏的日本公司万普，提交了两份将一词注册为商标的申请。